# فاضل حسین
فاضل حسین (انگلیسی: Fazle Hussain؛ زاده ۲۰ ژانویهٔ ۱۹۴۳) یک دانشمند اهل ایالات متحده آمریکا است. او در سال ۱۹۹۸ برنده جایزه دینامیک سیالات شد.